# Antigius butleri
Antigius butleri is een vlinder uit de familie van de Lycaenidae. De wetenschappelijke naam van de soort werd als Thecla butleri in 1881 gepubliceerd door Fenton.

## Ondersoorten
- Antigius butleri butleri
  - = Thecla butleri adachii Matsumura, 1919
- Antigius butleri oberthueri (Staudinger, 1887)
  - = Thecla oberthüri
- Antigius butleri miniakonga Yoshino, 1999